# Mercedes-Benz W211
Mercedes-Benz W211 — автомобіль E-класу середнього розміру що прийшов на зміну Mercedes-Benz W210. У виробництві з 2002 по 2009 роки. Автомобіль випускався як седан (W211) і універсал (S211). Цей E-клас, як і його попередник, був прозваний у народі «очкарік».

## Опис

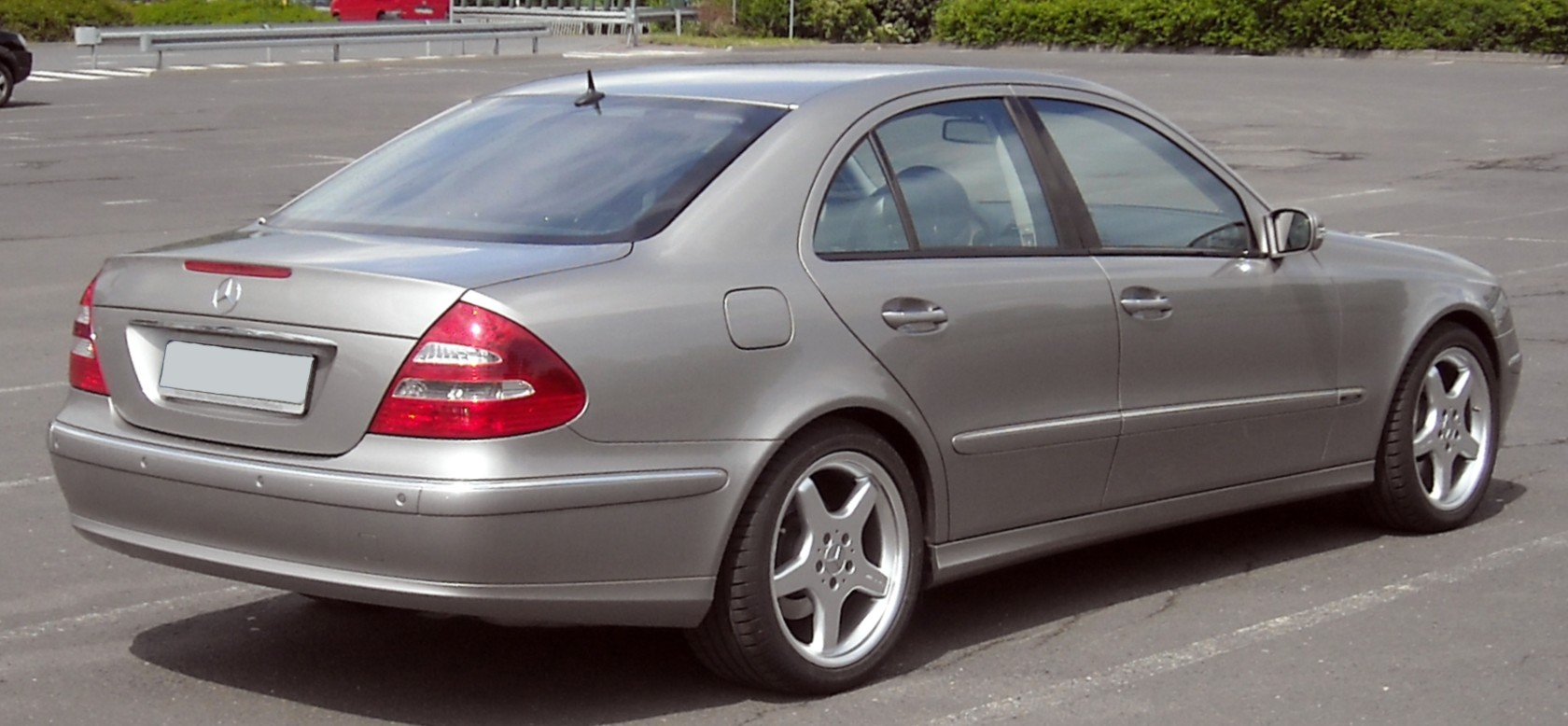
Mercedes-Benz W211 (2002–2006)

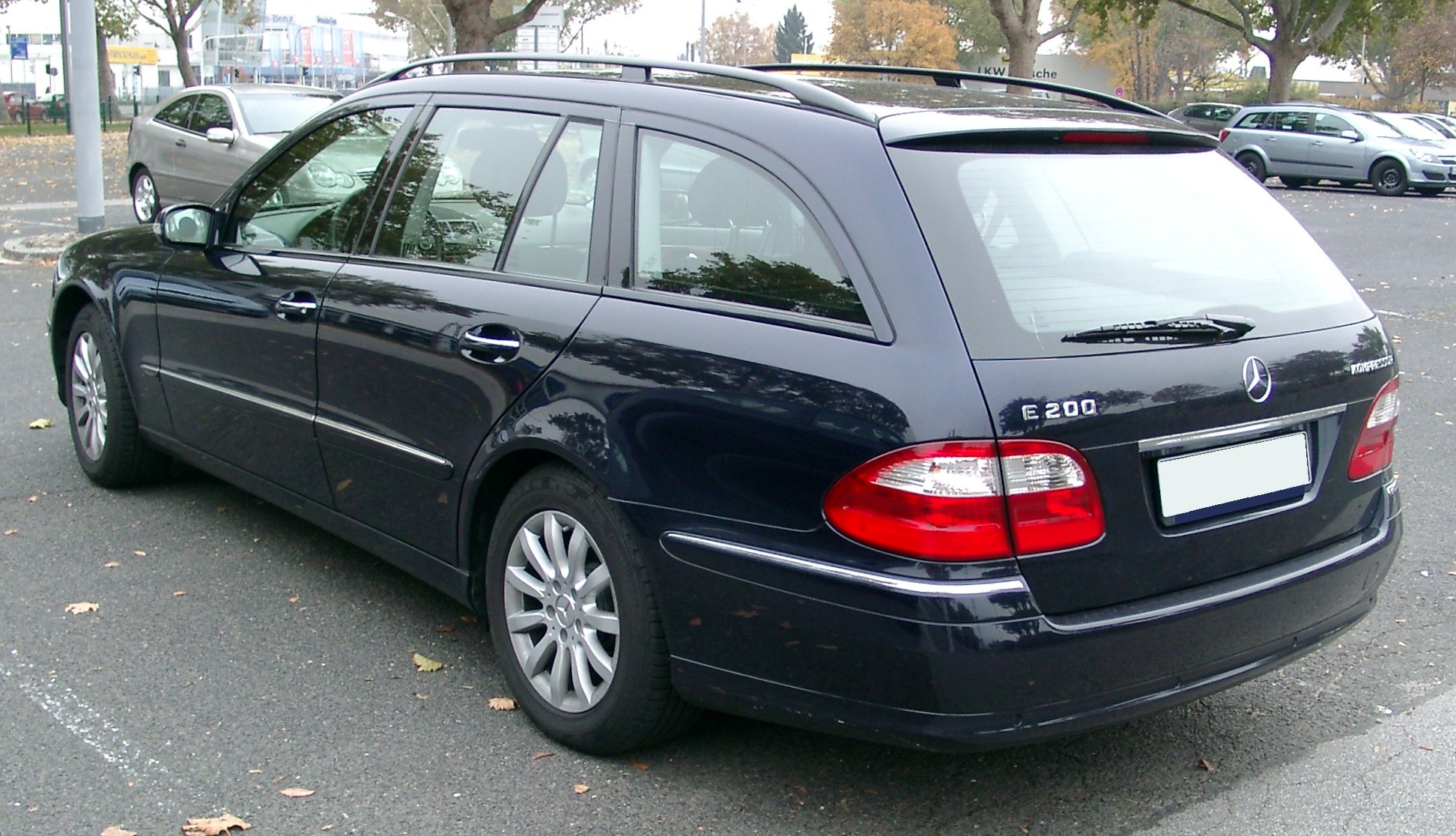
Mercedes-Benz S211 (2003–2006)

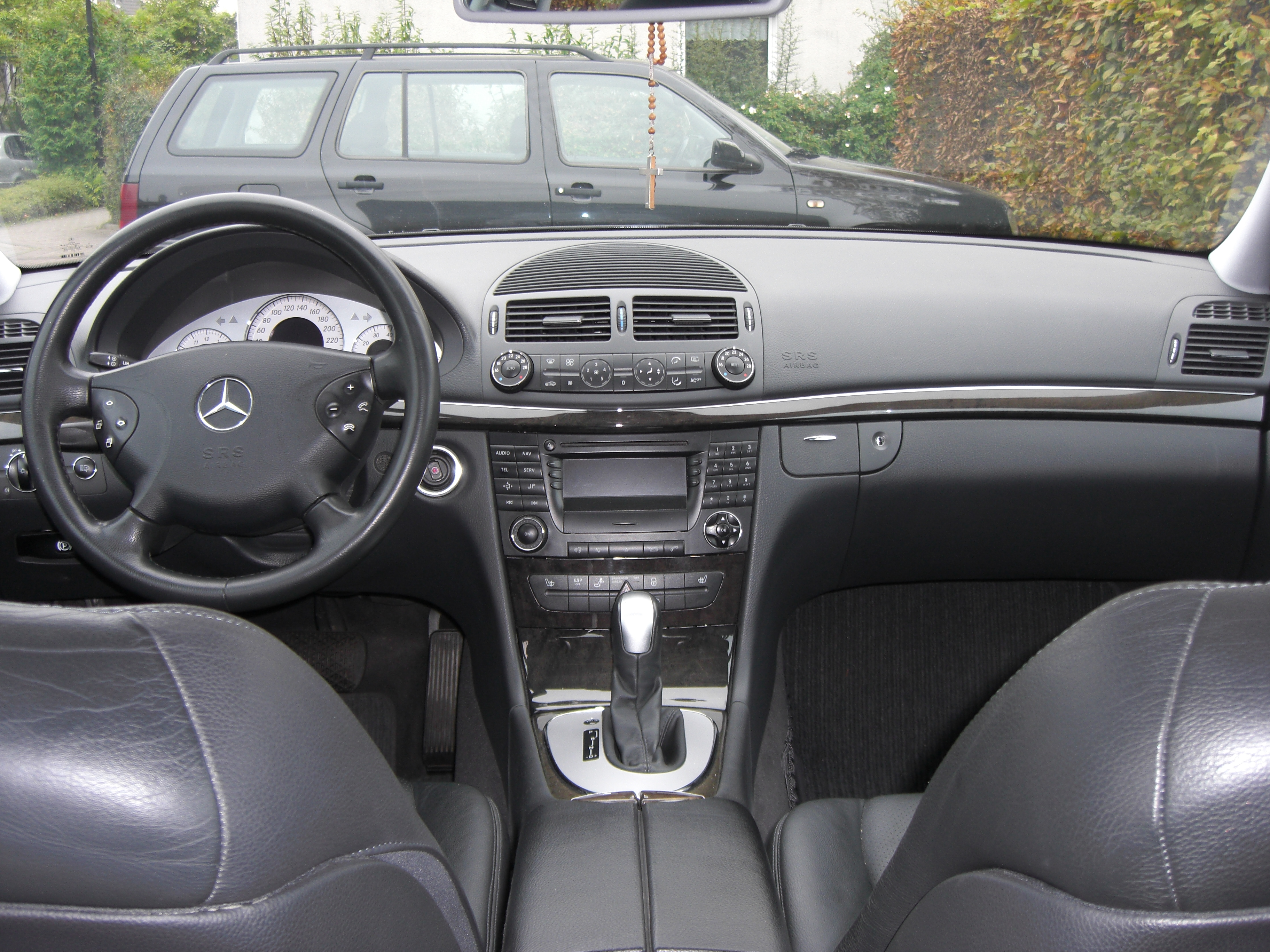
Салон Mercedes E 240 Avantgarde

Порівняно з попередником машина ще трохи «додала» в розмірах, а її зовнішність знайшла більш стрімкий вигляд.
Зовні автомобіль зберіг стиль свого попередника: ті ж роздільні круглі фари спереду, тільки тепер вони складаються з декількох світильників, захованих під одним ковпаком. Задня частина нового E-класу виконана в стилі представницького седана Mercedes-Benz S-Клас. Салон автомобіля тепер значно просторіший завдяки збільшеній колісній базі, а також заново розробленому інтер'єру. Інформативні прилади у вигляді рідкокристалічних стовпчиків повідомлять лише найнеобхіднішу і актуальну інформацію, а звук працюючого двигуна і шум міських вулиць не потурбує, завдяки хорошій шумоізоляції. 
Спочатку творці не тільки забезпечили автомобілі Е-класу багатою комплектацією, а й оснастили самою інноваційною технікою. Спеціально для Е-класу була розроблена напівактивна пневматична підвіска Airmatic Dual Control, якою серійно обладнується модель Е500. Вона дозволяє автомобілю «не помічати» нерівностей і парити над дорогою. 
У 2006 році для модельного 2007 року компанія Mercedes-Benz підготувала рестайлінг, що включає зовнішнє оновлення і виправлення технічних нюансів першого покоління автомобілів. Габарити Mercedes-Benz W211 збільшилися, стандартне і опціональне обладнання поповнилося новими елементами, що дозволило третьому поколінню E-класу вийти на новий рівень в питанні конкуренції з автомобілями відповідного класу компаній конкурентів. Перш за все була закінчена підтримка і установка системи Sensotronic, замість неї з'явилася відома по S-класу технологія превентивного захисту пасажирів і водія PRE-SAFE, що входила в стандартне оснащення всіх серій. На вибір клієнта стало доступно 29 варіантів автомобіля, включаючи 16 седанів і 13 універсалів. У стандартне оснащення W211 увійшли активна система захист PRE-SAFE, підголівники з технологією NECK-PRO, миготливі гальмівні вогні і монітор тиску в шинах. Оновився також і зовнішній вигляд автомобіля.
Оновлена версія W211 була представлена на автосалоні в Нью-Йорку 12 квітня 2006 року. Тоді ж компанія оголосила про випуск 10-мільйонногоавтомобіля за 60-річну історію E-класу.
Після рестайлінгу був представлений броньований варіант W211 з рівнем захисту категорії B4 під назвою E-Guard. Модельний ряд складався з E320 CDI, E350 і E500. Транспортні засоби були посилені сталлю і арамідом. Колеса автомобіля оснащувалися спеціальними шинами з системою попередження втрат тиску компанії Michelin. Всі варіанти моделей мали максимальну швидкість в 240 кілометрів на годину (150 миль/год).
У 2007 році підрозділом Mercedes-AMG був представлений автомобіль Mercedes-Benz E63 AMG потужністю в 514 кінських сил.
19 грудня 2008 року Mercedes-Benz повідомила що Е-клас в 211 кузові випущений вже в півторамільйонній кількості, з яких 1.270.000 седанів і 230.000 універсалів (1.500.000 екземплярів). Автомобілі з дизельним двигуном складають 40%.
У 2009 році Mercedes-Benz W211 за результатами досліджень глобального маркетингового сервісу J.D. Power посів перше місце в рейтингу найбільш задоволених від покупки клієнтів в категорії люксових автомобілів. Одночасно з цією подією автомобільне видання AUTO TEST нагородило автомобіль W211 срібною нагородою.
У березні 2009 року на зміну третього покоління Е-класу прийшов автомобіль Mercedes-Benz W212.

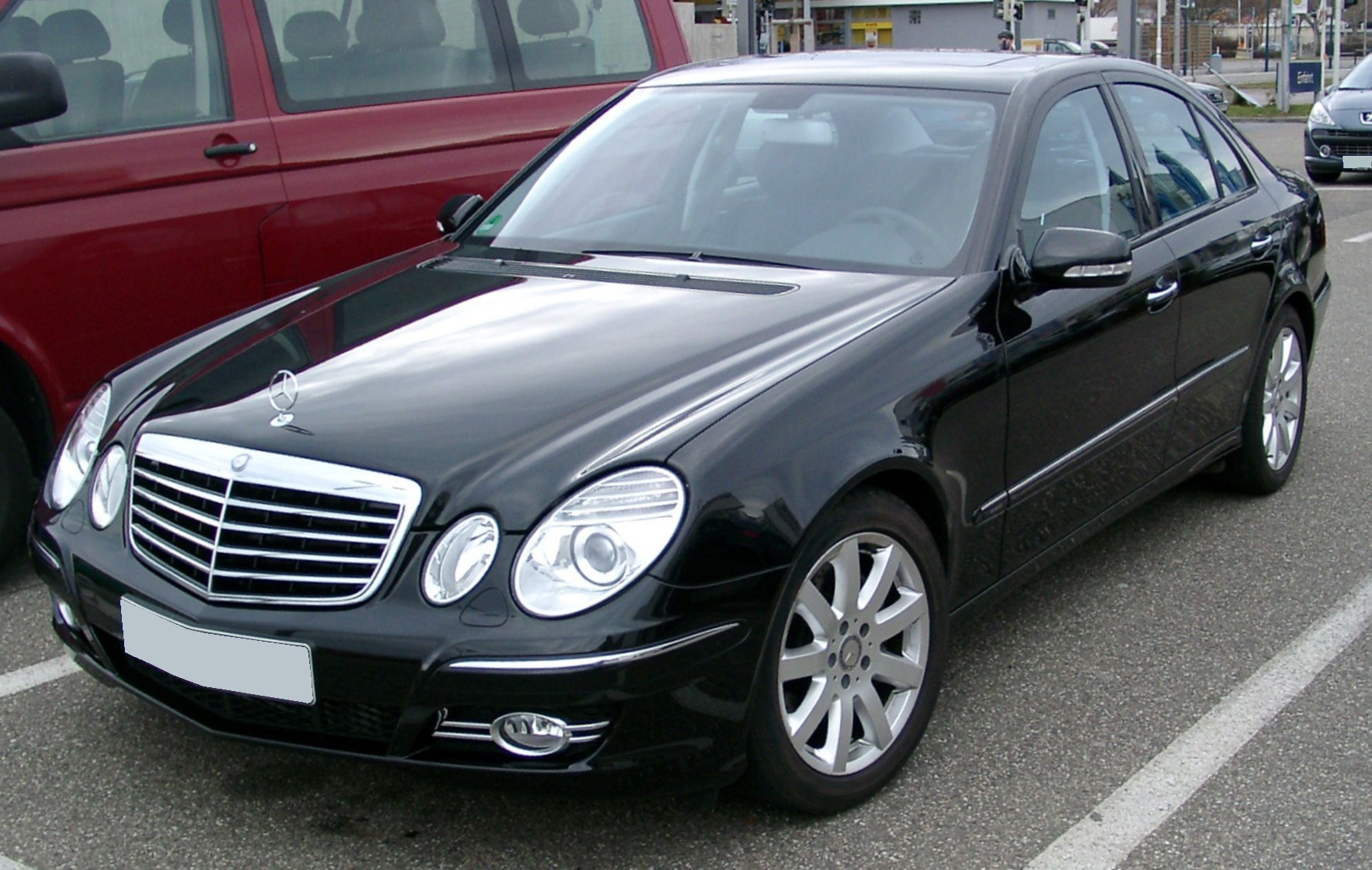
Mercedes-Benz W211 (2006–2009)
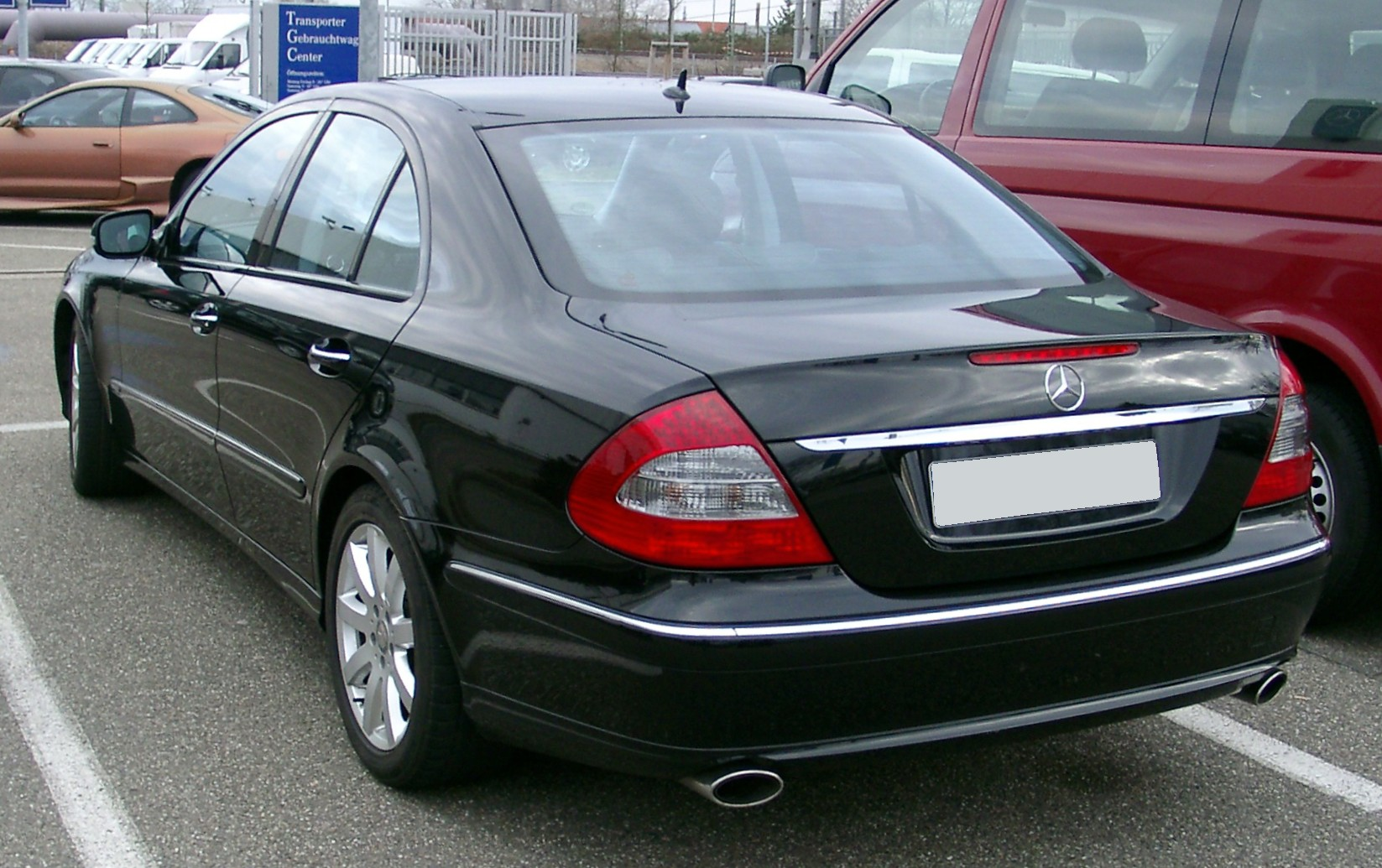
Mercedes-Benz W211 (2006–2009)
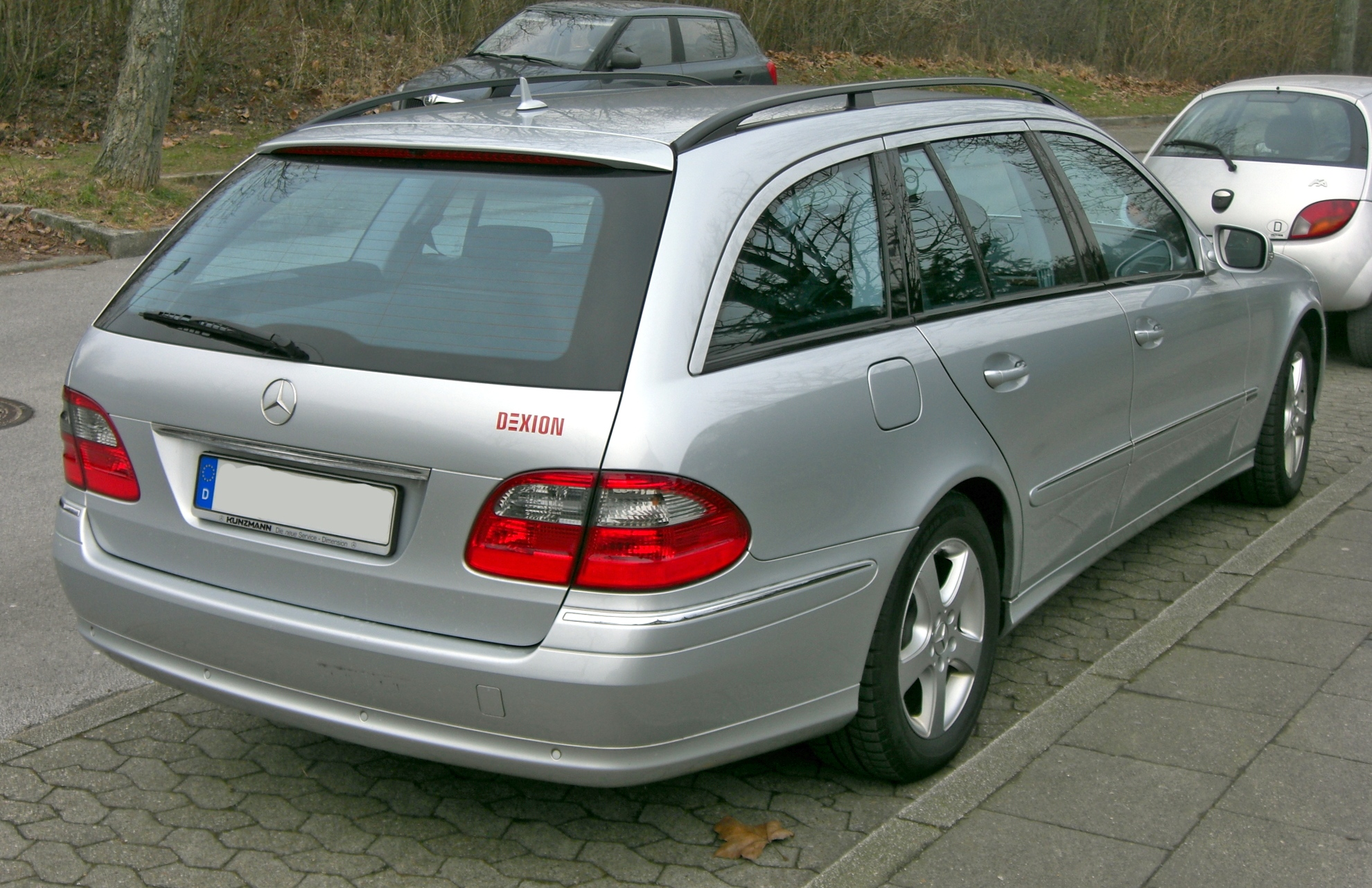
Mercedes-Benz S211 (2006–2009)
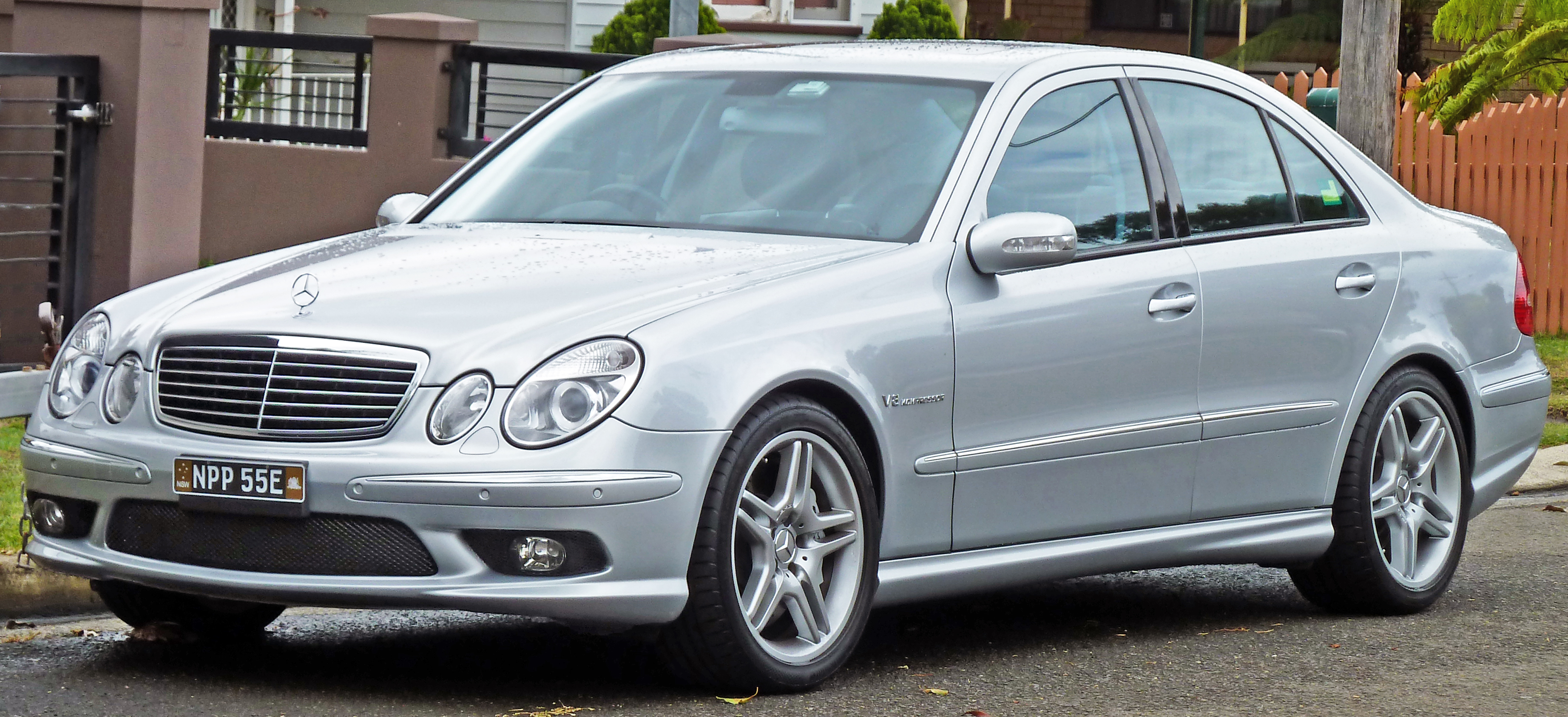
Mercedes-Benz E 55 AMG (W211) (2002–2006)
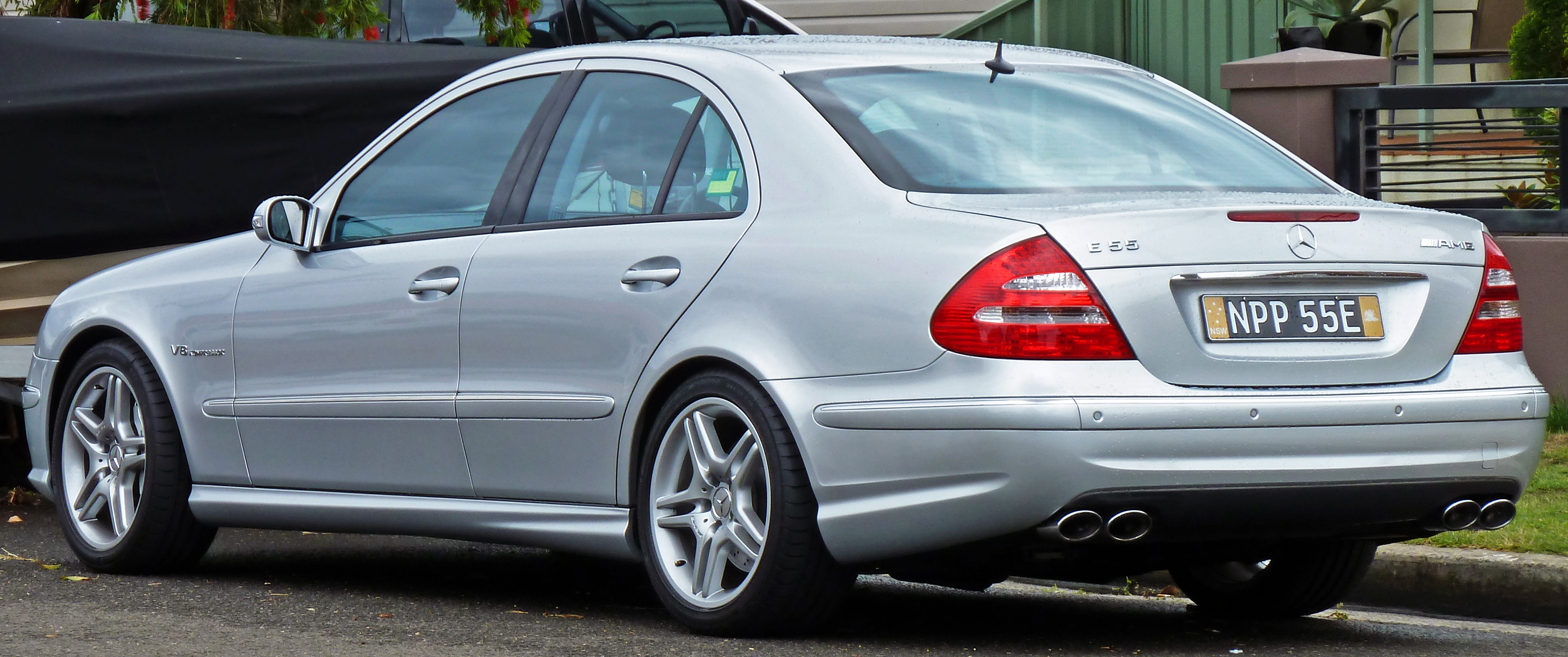
Mercedes-Benz E 55 AMG (W211) (2002–2006)
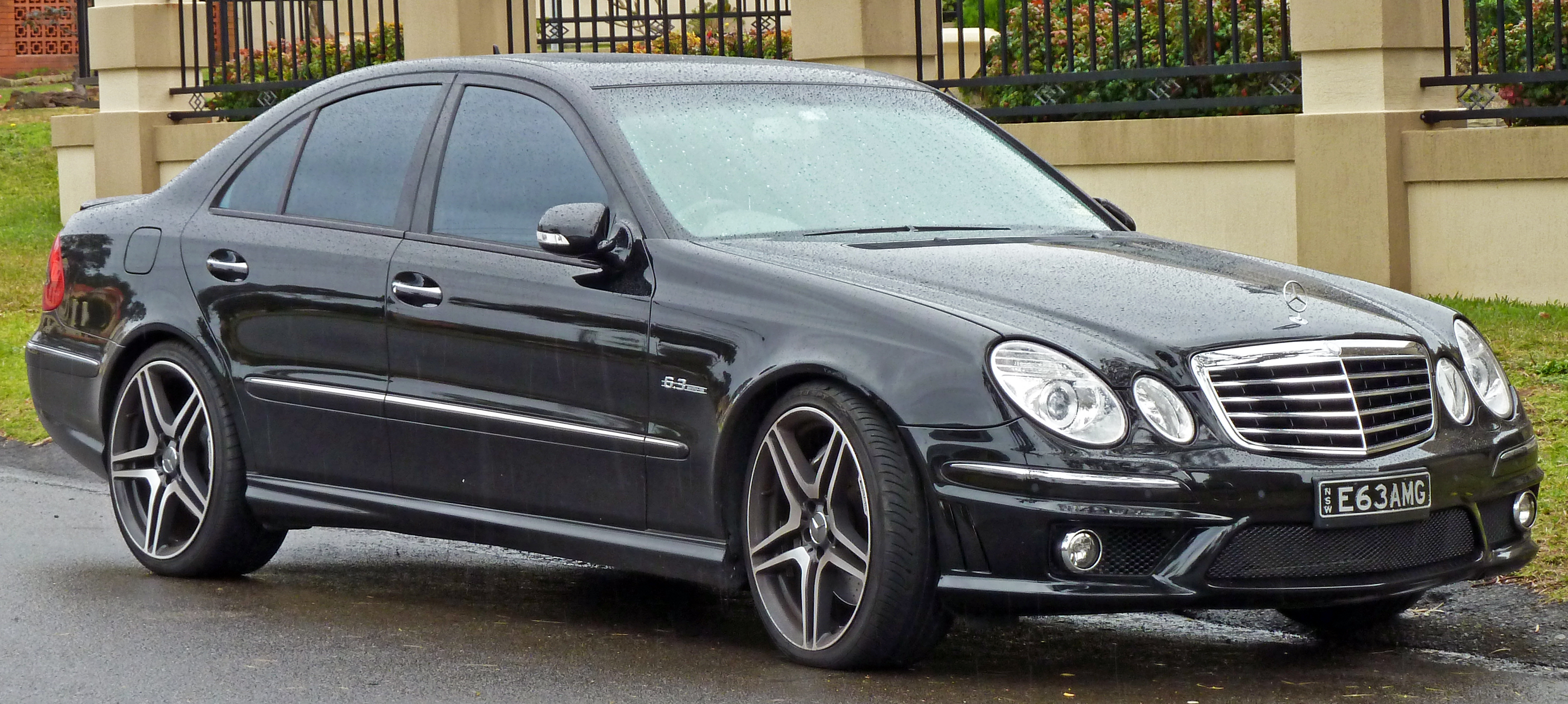
Mercedes-Benz E 63 AMG (W211) (2006–2009)
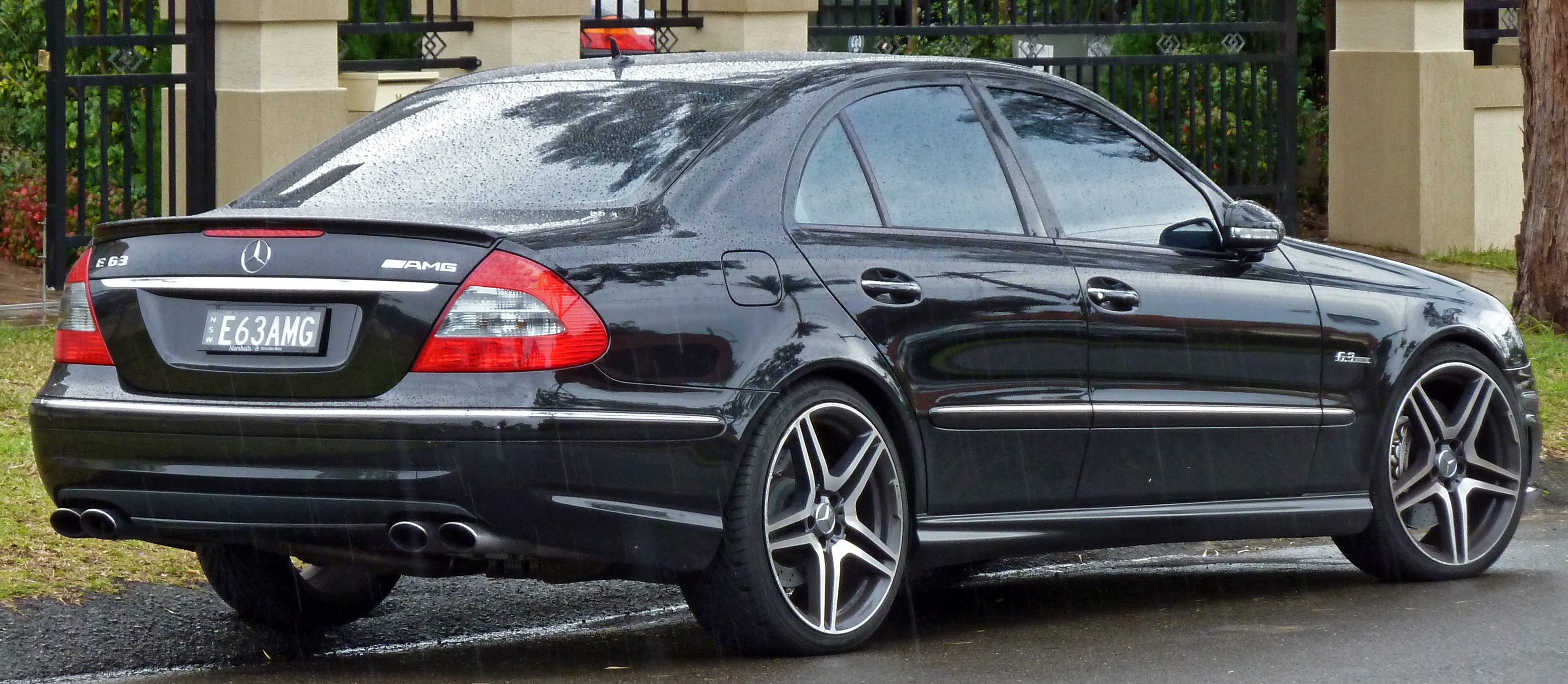
Mercedes-Benz E 63 AMG (W211) (2006–2009)
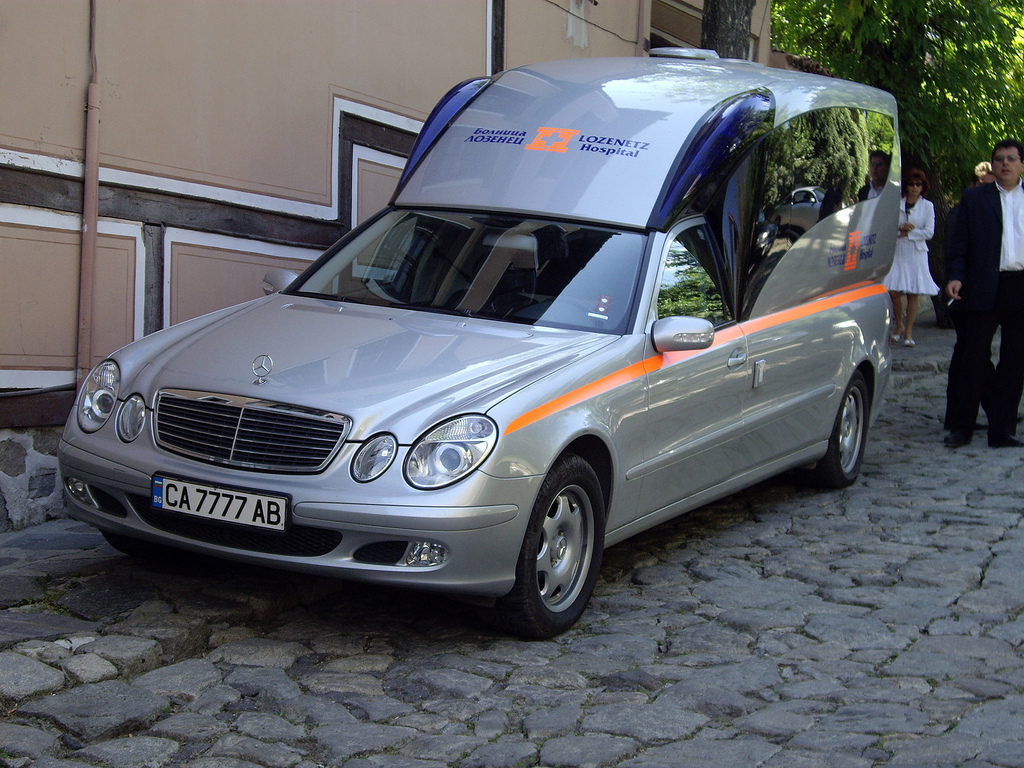
Mercedes-Benz VF211

## Двигуни
|                  | Модель                        | Двигун- маркування* | Об'єм см³   | Потужність кВт (к.с.) | Vмакс (км/год) | 0–100 км/год (с)            | Витрата палива: місто/шосе/комбіновано в літрах (Відповідно до Директиви ЄЕК) | Роки випуску |
| Дизельні         |                               |                     |             |                       |                |                             |                                                                               |              |
| E 200 CDI[1]     | OM 646 DE 22 LA red. (Р4)     | 2148                | 75 (102)[1] |                       |                |                             | 2002–2003                                                                     |              |
| E 200 CDI        | OM 646 DE 22 LA red. (Р4)     | 2148                | 90 (122)    | 203                   | 12,1           | 8,7/5,0/6,3                 | 2003–2006                                                                     |              |
| E 220 CDI        | OM 646 DE 22 LA (Р4)          | 2148                | 110 (150)   | 227 (225)             | 8,4 (8,6)      | 8,9/5,2/6,6                 | 2003–2006                                                                     |              |
| E 270 CDI        | OM 647 DE 27 LA (Р5)          | 2685                | 130 (177)   | 230                   | 9,0            | 9,1/5,1/6,5                 | 2003–2005                                                                     |              |
| E 280 CDI        | OM 648 DE 32 LA red. (Р6 RPF) | 3222                | 130 (177)   | 228                   | 9,2            | 9,9/5,1/6,5                 | 2005–2005                                                                     |              |
| E 280 CDI        | OM642 DE 30 LA red. (V6)      | 2987                | 140 (190)   | 241 (238)             | 8,6 (7,6)      | 9,6/5,5/7,0 (7,35)          | 2005–2009                                                                     |              |
| E 320 CDI        | OM 648 DE 32 (Р6)             | 3222                | 150 (204)   | 243                   | 7,7            | 9,4/5,4/6,9                 | 2003–2005                                                                     |              |
| E 320 CDI        | OM642 DE 30 LA (V6)           | 2987                | 165 (224)   | 250 (elektr. abger.)  | 6,8            | 10,3–10,6/5,6–6,0/7,3–7,6   | 2005–2009                                                                     |              |
| E 320 CDI 4MATIC | OM642 DE 30 LA (V6)           | 2987                | 165 (224)   | 244                   | 7,4            | 10,5–10,7/6,4–6,6/7,9–8,1   | 2005–2009                                                                     |              |
| E 400 CDI        | OM 628 DE 40 LA (V8)          | 3996                | 191 (260)   | 250 (elektr. abger.)  | 6,9            | 13,5/7,1/9,4                | 2003–2006                                                                     |              |
| Бензинові        |                               |                     |             |                       |                |                             |                                                                               |              |
| E 200 Kompressor | M 271 E 18 ML (Р4)            | 1796                | 120 (163)   | 230                   | 9,6            | 11,6/6,1/8,3                | 2003–2006                                                                     |              |
| E 240            | M 112 E 26 (V6)               | 2597                | 130 (177)   | 236                   | 8,9            | 15,4/7,4/10,5               | 2003–2006                                                                     |              |
| E 240 4MATIC     | M 112 E 26 (V6)               | 2597                | 130 (177)   | 223                   | 10,6           | 15,1/8,2/10,6               | 2003–2006                                                                     |              |
| E 320            | M 112 E 32 (V6)               | 3199                | 165 (224)   | 245                   | 7,7            | 14,4/7,5/9,9                | 2003–2006                                                                     |              |
| E 320 4MATIC     | M 112 E 32 (V6)               | 3199                | 165 (224)   | 240                   | 8,4            | 14,9/7,8/10,4               | 2003–2006                                                                     |              |
| E 350            | M 272 E 35 (V6)               | 3498                | 200 (272)   | 250 (elektr. abger.)  | 6,9            | 14,0–14,4/7,2–7,8/9,7–10,2  | 2004–2009                                                                     |              |
| E 350 4MATIC     | M 272 E 35 (V6)               | 3498                | 200 (272)   | 250 (elektr. abger.)  | 7,1            | 14,5–14,9/8,0–8,3/10,4–10,7 | 2004–2009                                                                     |              |
| E 500            | M 113 E 50 (V8)               | 4966                | 225 (306)   | 250 (elektr. abger.)  | 6,0            | 17,3/7,5/11,1               | 2003–2006                                                                     |              |
| E 500 4MATIC     | M 113 E 50 (V8)               | 4966                | 225 (306)   | 250 (elektr. abger.)  | 6,3            | 17,7/8,8/11,9               | 2003–2006                                                                     |              |
| E 55 AMG         | M 113 E 55 ML (V8 Kompressor) | 5439                | 350 (476)   | 250 (elektr. abger.)  | 4,7            | 19,1/9,3/12,9               | 2002–2006                                                                     |              |

[1]тільки таксі

- Позначення двигуна розшифровується наступним чином
- Бензиновий: M = Двигун, ряд цифр = 3, E = впорскування пального, DE = прямий вприск, ML = компресор, red. = зниження потужності.
- Дизельний: OM = Oelmotor, ряд цифр = 3, DE = прямий вприск, L = інтеркулер, A = турбокомпресор, red. = зниження потужності.

| Модель             | Двигун- маркування*       | Об'єм см³ | Потужність кВт (к.с.) | Крутний момент Нм                               | Vмакс (км/год)              | 0–100 км/год (с) | Витрата палива: місто/шосе/комбіновано в літрах (Відповідно до Директиви ЄЕК) |
| Дизельні           | Дизельні                  | Дизельні  | Дизельні              | Дизельні                                        | Дизельні                    | Дизельні         | Дизельні                                                                      |
| ------------------ | ------------------------- | --------- | --------------------- | ----------------------------------------------- | --------------------------- | ---------------- | ----------------------------------------------------------------------------- |
| E 200 CDI          | OM 646 DE 22 LA red. (R4) | 2148      | 100 (136)             | 340 при 1800–2000об/хв                          | 214 (211)                   | 9,9 (9,9)        | 8,6/5,0/6,3 (6,5)                                                             |
| E 200 CDI T        | OM 646 DE 22 LA red. (R4) | 2148      | 100 (136)             | 340 при 1800–2000об/хв                          | 202 (200)                   | 10,5 (10,7)      | 9,45/5,75/7,15 (7,3)                                                          |
| E 220 CDI          | OM 646 DE 22 LA (R4)      | 2148      | 125 (170)             | 400 при 2000об/хв                               | 227 (225)                   | 8,4 (8,6)        | 8,7/5,0/6,3 (6,7)                                                             |
| E 220 CDI T        | OM 646 DE 22 LA (R4)      | 2148      | 125 (170)             | 400 при 2000об/хв                               | 218 (218)                   | 9,1 (9,1)        | 9,6/5,6/7,1 (7,3)                                                             |
| E 280 CDI          | OM 642 DE 30 LA red. (V6) | 2987      | 140 (190)             | 400 при 1400–3200об/хв (440 при 1400–2800об/хв) | 241 (238)                   | 8,6 (7,6)        | 9,6/5,5/7,0 (7,35)                                                            |
| E 280 CDI T        | OM 642 DE 30 LA red. (V6) | 2987      | 140 (190)             | 400 при 1400–3200об/хв (440 при 1400–2800об/хв) | 231 (230)                   | 9,1 (8,2)        | 10,1/5,7/7,3 (7,85)                                                           |
| E 280 CDI 4MATIC   | OM 642 DE 30 LA red. (V6) | 2987      | 140 (190)             | 440 при 1400–2800об/хв                          | 234                         | 8,2              | 10,5/6,4/7,9                                                                  |
| E 280 CDI T 4MATIC | OM 642 DE 30 LA red. (V6) | 2987      | 140 (190)             | 440 при 1400–2800об/хв                          | 226                         | 9,0              | 11,2/6,75/8,35                                                                |
| E 300 CDI Bluetec  | OM 642 DE 30 LA (V6)      | 2987      | 155 (211)             | 540 при 1600–2400об/хв                          | 244                         | 7,2              | 10,1/5,7/7,3                                                                  |
| E 320 CDI          | OM 642 DE 30 LA (V6)      | 2987      | 165 (224)             | 540 при 1600–2400об/хв                          | 250                         | 6,8              | 10,45/5,8/7,45                                                                |
| E 320 CDI T        | OM 642 DE 30 LA (V6)      | 2987      | 165 (224)             | 540 при 1600–2400об/хв                          | 240                         | 7,3              | 10,8/6,15/7,85                                                                |
| E 320 CDI 4MATIC   | OM 642 DE 30 LA (V6)      | 2987      | 165 (224)             | 540 при 1600–2400об/хв                          | 244                         | 7,4              | 10,6/6,5/8,0                                                                  |
| E 320 CDI T 4MATIC | OM 642 DE 30 LA (V6)      | 2987      | 165 (224)             | 540 при 1600–2400об/хв                          | 236                         | 8,1              | 11,3/6,85/8,45                                                                |
| E 420 CDI          | OM 629 DE 40 LA (V8)      | 3996      | 231 (314)             | 730 при 2200об/хв                               | 250 abg.                    | 6,1              | 13,2/7,0/9,3                                                                  |
| Бензинові          |                           |           |                       |                                                 |                             |                  |                                                                               |
| E 200 NGT [1]      | M 271 E 18 ML NGT (R4)    | 1796      | 120 (163)             | 240 при 3000–4000                               | 227                         | 10,7             | 13,15/6,95/9,15 (Super Plus) 14,3/7,2/9,7 (Erdgas[2])                         |
| E 200 Kompressor   | M 271 E 18 ML (R4)        | 1796      | 135 (184)             | 250 при 2800–5000об/хв                          | 230 (227)                   | 9,1 (9,4)        | 11,95/6,5/8,5 (8,7)                                                           |
| E 200 Kompressor T | M 271 E 18 ML (R4)        | 1796      | 135 (184)             | 250 при 2800–5000об/хв                          | 225 (222)                   | 9,5 (9,7)        | 12,5/6,85/9,0 (9,3)                                                           |
| E 230 [3]          | M 272 E 25 (V6)           | 2496      | 150 (204)             | 245 при 2900–5500об/хв                          | 248 (240)                   | 8,9 (9,1)        | 13,4/6,95/9,3 (9,5)                                                           |
| E 230 T            | M 272 E 25 (V6)           | 2496      | 150 (204)             | 245 при 2900–5500об/хв                          | 233 (228)                   | 9,9 (9,9)        | 13,85/7,25/9,7 (9,75)                                                         |
| E 280              | M 272 E 30 (V6)           | 2996      | 170 (231)             | 300 при 2500–5000об/хв                          | 250 (248)                   | 7,3 (7,3)        | 13,5/7,0/9,4 (9,55)                                                           |
| E 280 T            | M 272 E 30 (V6)           | 2996      | 170 (231)             | 300 при 2500–5000об/хв                          | 246 (238)                   | 8,1 (7,9)        | 13,8/7,3/9,7 (9,85)                                                           |
| E 280 4MATIC       | M 272 E 30 (V6)           | 2996      | 170 (231)             | 300 при 2500–5000об/хв                          | 244                         | 7,8              | 14,0/7,8/10,05                                                                |
| E 280 T 4MATIC     | M 272 E 30 (V6)           | 2996      | 170 (231)             | 300 при 2500–5000об/хв                          | 232                         | 8,3              | 14,45/8,15/10,45                                                              |
| E 350              | M 272 E 35 (V6)           | 3498      | 200 (272)             | 350 при 2400–5000об/хв                          | 250 elektronisch abgeregelt | 6,9              | 14,2/7,5/9,95                                                                 |
| E 350 T            | M 272 E 35 (V6)           | 3498      | 200 (272)             | 350 при 2400–5000об/хв                          | 250 elektronisch abgeregelt | 7,1              | 14,35/7,75/10,15                                                              |
| E 350 4MATIC       | M 272 E 35 (V6)           | 3498      | 200 (272)             | 350 при 2400–5000об/хв                          | 250 elektronisch abgeregelt | 7,1              | 14,7/8,15/10,55                                                               |
| E 350 T 4MATIC     | M 272 E 35 (V6)           | 3498      | 200 (272)             | 350 при 2400–5000об/хв                          | 245                         | 7,4              | 15,0/8,4/10,8                                                                 |
| E 350 CGI          | M 272 DE 35 (V6)          | 3498      | 215 (292)             | 365 при 3000–5100об/хв                          | 250 abgeregelt              | 6,8              | 13,2/6,5/8,9                                                                  |
| E 500 [4]          | M 273 E 55 (V8)           | 5461      | 285 (388)             | 530 при 2800–4800об/хв                          | 250 elektronisch abgeregelt | 5,3              | 16,9/8,2/11,5                                                                 |
| E 500 T            | M 273 E 55 (V8)           | 5461      | 285 (388)             | 530 при 2800–4800об/хв                          | 250 elektronisch abgeregelt | 5,4              | 17,3/8,5/11,8                                                                 |
| E 500 4MATIC       | M 273 E 55 (V8)           | 5461      | 285 (388)             | 530 при 2800–4800об/хв                          | 250 elektronisch abgeregelt | 5,5              | 17,8/9,2/12,3                                                                 |
| E 500 T 4MATIC     | M 273 E 55 (V8)           | 5461      | 285 (388)             | 530 при 2800–4800об/хв                          | 250 elektronisch abgeregelt | 5,7              | 18,2/9,5/12,6                                                                 |
| E 63 AMG           | M 156 E 63 (V8)           | 6208      | 378 (514)             | 630 при 5200об/хв                               | 250 elektronisch abgeregelt | 4,5              | 22,3/9,8/14,3                                                                 |
| E 63 AMG T         | M 156 E 63 (V8)           | 6208      | 378 (514)             | 630 при 5200об/хв                               | 250 elektronisch abgeregelt | 4,6              | 22,6/9,9/14,5                                                                 |

## Brabus E V12
У 2005 році тюнінг-ательє Brabus надало модифіковану версію седана Е-класу в 211 кузові - Brabus E V12 Biturbo, що володіє двигуном V12 потужністю 640 к.с. і крутним моментом 1026 Нм. Автомобіль поставив рекорд швидкості для седанів: на гоночному треку Нардо розвинув максимальну швидкість 350,2 км/год і був занесений в книгу рекордів Гіннеса. У жовтні 1996 року рекорд максимальної швидкості також належав Brabus E V12 в 210 кузові зі значенням 330 км/год. Пізніше цей рекорд був побитий іншим седаном марки Brabus — Brabus Rocket на базі CLS.